# 小行星1663
小行星1663（1663 van den Bos）是一颗围绕太阳公转的小行星。1926年8月4日，哈里·埃德溫·伍德在约翰内斯堡发现了此天体。
該小行星以荷蘭天文學家威廉·亨德里克·范登博斯命名。
这颗小行星的绝对星等为274.8656461863515等。